# Mehmet Ali Şahin
Mehmet Ali Şahin (n. Ekincik, Ovacık, 16 de setembro de 1950) é um advogado e político turco que atualmente (2011) é o presidente da Grande Assembleia Nacional da Turquia (parlamento).
Foi deputado do Partido da Justiça e Desenvolvimento (AKP), do qual foi fundador, durante três mandatos pelas províncias Istambul e Antália. Antes disso foi vice primeiro-ministro, ministro da justiça e ministro de estado responsável pelos desportos.
Nascido na aldeia de Ekincik, distrito de Ovacık, província de Karabük, na zona costeira do Mar Negro, Şahin formou-se em direito na Universidade de Istambul e antes de entrar na política nacional esteve envolvido na política local, tendo sido prefeito do distrito urbano de Fatih, em Istambul, cargo para que foi eleito, inicialmente pelo Partido do Bem Estar (RP, Refah Partisi) e depois pelo AKP do atual primeiro-ministro Recep Tayyip Erdoğan.
Em agosto de 2009 foi eleito à terceira volta como presidente da Grande Assembleia Nacional da Turquia, sucedendo ao seu colega de partido Köksal Toptan.
Mehmet Ali Şahin é casado e tem quatro filhos.